# Jordi Codina
Jordi Codina Rodríguez (Barcelona, España, 27 de abril de 1982) es un exfutbolista español que jugaba de portero.

## Biografía
Tras haber despuntado en la cantera del R. C. D. Espanyol, se incorporó a las categorías inferiores del Real Madrid en el año 2002, con 20 años. Debutó en Segunda división en la temporada 2005-06, en el partido que enfrentó al Castilla con el Sporting de Gijón en el estadio El Molinón. Aquel encuentro acabó 1-1. En aquella Liga disputó un total de 10 partidos, 9 de ellos como titular.
En la temporada 2006-07, y tras la marcha del otro portero David Cobeño al Sevilla F. C., se hizo con la titularidad del filial del Real Madrid, con la competencia de Antonio Adán, el otro portero del equipo.
En la temporada 2007-08 formó parte de la primera plantilla del Real Madrid, de tercer portero por detrás de Iker Casillas y Jerzy Dudek, debutando en la competición en la última jornada, en la victoria 5-2 ante el Levante U. D. en el Bernabeu.
En la temporada 2008-09 jugó la segunda parte del Trofeo Santiago Bernabéu sustituyendo a su compañero Dudek. Ese año fue nuevamente tercer portero del Real Madrid tras rechazar varias ofertas, entre ellas una del S. L. Benfica de Portugal.
En sus tardes libres, cuando estaba en el Real Madrid, Jordi entrenaba voluntariamente a los porteros de las categorías inferiores, algo por lo que era muy respetado dentro del entorno del club.
El 29 de junio de 2009 abandonó el club debido a sus pocas apariciones, para unirse a las filas del Getafe C. F. después de firmar para las siguientes tres temporadas.

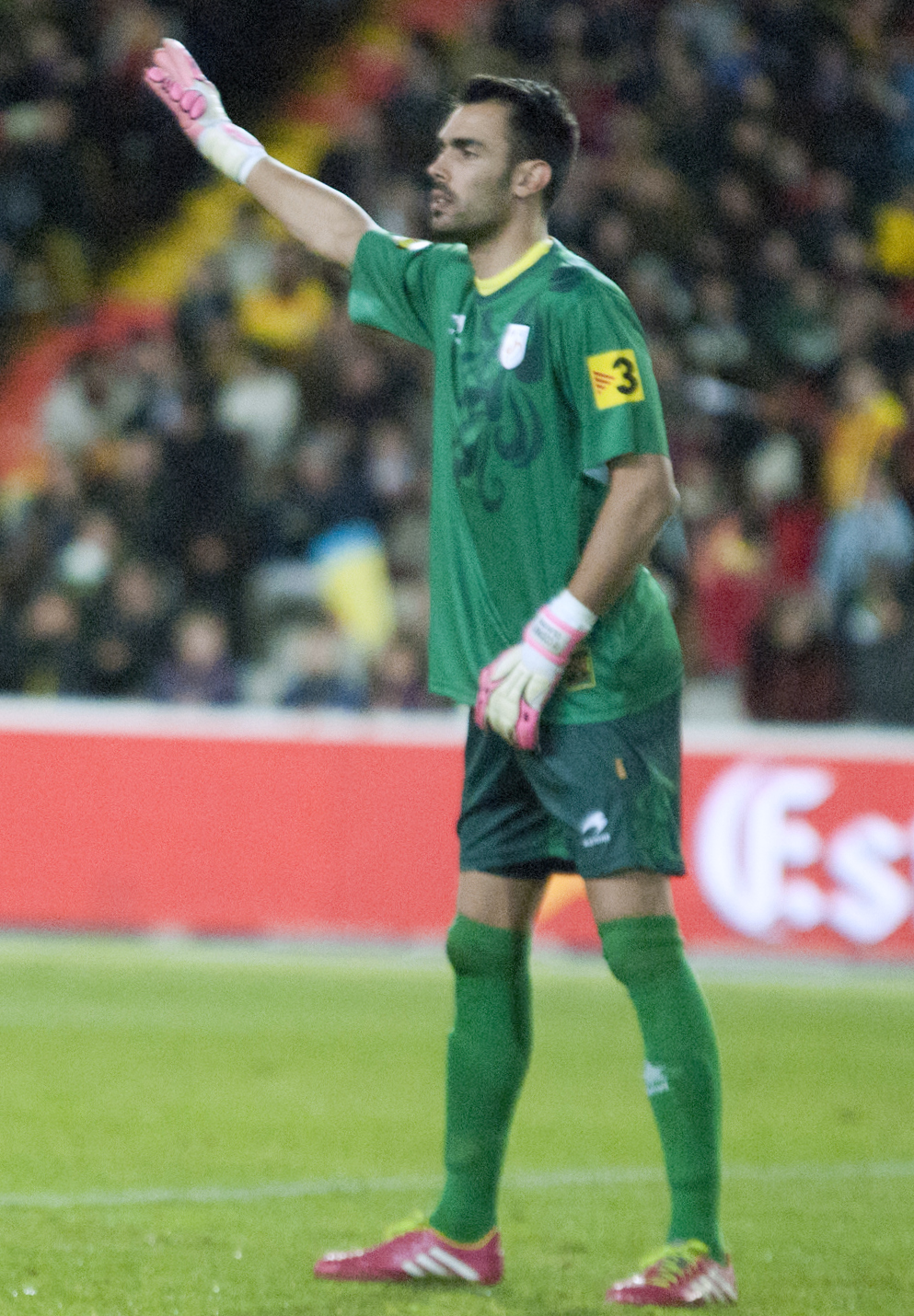
Codina disputando un partido con la selección de Cataluña en diciembre de 2013

En julio de 2015 fue fichado por el APOEL de Nicosia chipriota. En enero de 2016 fue cedido al Pafos FC del mismo país hasta el final de temporada. Y en julio de 2017 fichó por el C. F. Fuenlabrada, equipo de Segunda División B, procedente del C. F. Reus Deportiu, donde jugó la temporada anterior.
En septiembre de 2018, el C. D. Móstoles U. R. J. C. hizo oficial su incorporación.
En julio de 2019, ya retirado, regresó al Real Madrid para ser el entrenador de porteros de su cantera.

## Selección catalana
Su debut tuvo lugar en diciembre de 2013 al disputar un partido amistoso con la selección de Cataluña frente a la selección de Cabo Verde.

## Clubes
| Club                       | País   | Año       | Partidos | Goles recibidos |
| -------------------------- | ------ | --------- | -------- | --------------- |
| Real Madrid C. F. Castilla | España | 2002-2007 | 78       | 99              |
| Real Madrid C. F.          | España | 2007-2009 | 1        | 2               |
| Getafe C. F.               | España | 2009-2015 | 25       | 27              |
| APOEL de Nicosia           | Chipre | 2015-2016 | 0        | 0               |
| Pafos F. C.                | Chipre | 2016      | 15       | 20              |
| C. F. Reus Deportiu        | España | 2016-2017 |          |                 |
| C. F. Fuenlabrada          | España | 2017-2018 |          |                 |
| C. D. Móstoles U. R. J. C. | España | 2018      |          |                 |

## Palmarés

### Campeonatos nacionales
| Título              | Club              | País   | Año  |
| ------------------- | ----------------- | ------ | ---- |
| Liga                | Real Madrid C. F. | España | 2008 |
| Supercopa de España | Real Madrid C. F. | España | 2008 |